# Ernst Rabel
Ernst Rabel, född den 28 januari 1874 i Wien, död den 7 september 1955 i Zürich, var en österrikiskfödd rättslärd. 
Rabel var grundare av den komparativa rätten i Tyskland. Han var därutöver en betydande rättshistoriker, framför allt när det gäller romersk rätt. Han studerade i Wien för Ludwig Mitteis och promoverades där 1895.  År 1904 blev Rabel extra ordinarie professor i Leipzig, 1906 ordinarie professor i Basel. Från 1909 utgav han tillsammans med Josef Kohler Rheinische Zeitschrift für Zivil- und Prozessrecht. År 1910 blev han professor i Kiel, men redan 1911 blev han Joseph Aloys August Partschs efterträdare i Göttingen. År 1916 flyttade Rabel vidare till München och 1926 kallades han slutligen – åter som Partschs efterträdare – till Berlin. Från 1927 utgav han Zeitschrift für ausländisches und internationales Privatrecht. År 1939 lämnade Rabel – som var romersk katolik – på grund av sin judiska härkomst Berlin och emigrerade till USA, där han bedrev forskning, tills han 1950 kunde återvända till Tyskland.